# Juantxo García-Mauriño
Juan de Dios García-Mauriño Sánchis (nacido el 11 de marzo de 1964 en Barcelona, Cataluña), más conocido como Juantxo García-Mauriño, es un exjugador de hockey sobre hierba español. Su logro más significativo fue una medalla de plata en los juegos olímpicos de Atlanta 1996.

## Participaciones en Juegos Olímpicos
- Seúl 1988, noveno puesto.
- Barcelona 1992, puesto 5.
- Atlanta 1996, medalla de plata.